# Фармерсбург (Ајова)
Фармерсбург (енгл. Farmersburg) град је у америчкој савезној држави Ајова. По попису становништва из 2010. у њему је живело 302 становника.

## Демографија
Према попису становништва из 2010. у граду је живело 302 становника, што је 2 (0,7%) становника више него 2000. године.
| Група             | 2000.       | 2010.       |
| Белци             | 294 (98,0%) | 292 (96,7%) |
| Афроамериканци    | 0 (0,0%)    | 1 (0,3%)    |
| Азијати           | 0 (0,0%)    | 1 (0,3%)    |
| Хиспаноамериканци | 5 (1,7%)    | 1 (0,3%)    |
| Укупно            | 300         | 302         |